# Paratrachelophorus foveostriatus
Paratrachelophorus foveostriatus es una especie de coleóptero de la familia Attelabidae.

## Distribución geográfica
Habita en China.